# Paul August Ritterstädt

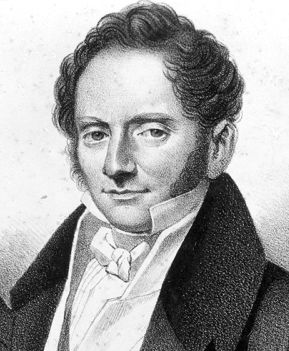
Paul August Ritterstädt

Paul August Ritterstädt (* 2. Januar 1796 in Pirna; † 2. Mai 1883 in Dresden) war ein deutscher Jurist und Politiker.

## Leben und Wirken
Der Advokat Ritterstädt, ein Sohn von Johannes Paul Ritterstädt, Stadtrichter und Senator von Pirna, wurde 1831 zu einem der Kommunrepräsentanten von Pirna gewählt. Von diesen wurde er zum Vorsteher des Gremiums, das neben dem Stadtrat bestand, bestimmt. 1832 wurde er zum ersten frei gewählten und berufsmäßigen Bürgermeister der Elbstadt gewählt. Dieses Amt hatte er von 1832 bis 1849 inne. Von 1833 bis 1848 gehörte er als vom König ernannte Magistratsperson der Ersten Kammer des Sächsischen Landtages an. Dabei bekleidete er von 1839 bis 1848 das Amt des 2. Sekretärs der Kammer.
Die vierbändigen handschriftlichen Lebenserinnerungen von Ritterstädt befinden sich im Stadtarchiv Pirna und bieten einen Einblick in die gesellschaftlichen Umbrüche während des Vormärz.
Sein Sohn Paul Hermann Ritterstädt (1841–1924) war als Geheimer Rat und Ministerialdirektor im Finanzministerium in Dresden ebenfalls politisch aktiv.